# Pachychilon
Pachychilon – rodzaj ryb z rodziny karpiowatych (Cyprinidae).

## Klasyfikacja
Gatunki zaliczane do tego rodzaju:
- Pachychilon macedonicum – płoć macedońska[3]
- Pachychilon pictum – pachychylon ozdobny[3]

Gatunkiem typowym jest Squalius pictus (P. pictum).